# Aranesische Sprache
Die aranesische Sprache (okzitanisch aranés, französisch aranais, katalanisch aranès, spanisch aranés) ist eine im Val d’Aran gesprochene Varietät (Dialekt) des Okzitanischen, genauer der gascognischen Dialektgruppe. Das Aranesische ist seit 2006 in ganz Katalonien, neben dem Katalanischen und Spanischen, Amtssprache. Im Val d’Aran sprechen (nach einer Volkszählung von 1996) 65 % der 6000 Einwohner Aranesisch. Etwa 90 % verstehen die Sprache.

## Die aktuelle Situation
Das Aranesische ist in seiner Entwicklung und in seiner heutigen Ausprägung stark durch die „politische Trennung“ vom restlichen okzitanischen Sprachgebiet charakterisiert. Lexikografische und syntaktische Innovationen kommen häufig aus der katalanischen oder spanischen Sprache. Im Val d’Aran hat nicht der linguistische Ersatz stattgefunden, den das Okzitanische durch ein über viele Jahrhunderte praktiziertes, zentralistisch nach Paris ausgerichtetes Kultursystem in Frankreich erfahren hat. Ebenso wie die Katalanen halten die Aranesen auf das Entschiedenste an ihrer Sprache fest. Die administrative Abhängigkeit des Val d’Aran von Katalonien unterstreicht zusätzlich die auffallende Parallelität der Entwicklung der aranesischen und der katalanischen Sprache hinsichtlich formaler Aspekte. 1982/83 entwickelte und veröffentlichte die katalanische Regierung (Generalitat de Catalunya) orthografische Normen für das Aranesische, die sich an den Leitlinien des Instituts für okzitanische Studien (Institut d’Estudis Occitans) für die Schreibweise des Gascognischen orientierten. Seit 1984 wird das Aranesische an Schulen als Fach- und als Unterrichtssprache verwendet. 1985 wurde ein Zentrum zur Förderung und Festigung der aranesischen Sprache (Centre de Normalització lingüística) gegründet. Erwachsenenbildung und Sprachberatung für diejenigen Bürger, die aufgrund der sprachpolitischen Geschichte nie die Chance hatten, die Schriftform ihrer Muttersprache zu erlernen, sind Hauptziele dieser Organisation. Größere lexikografische und grammatikalische Projekte, wie z. B. die Entwicklung von Wörterbüchern, Grammatiken und Lehrbüchern der aranesischen Sprache werden durch offizielle katalanische und aranesische Institutionen gefördert. Alle Maßnahmen zur Förderung der aranesischen Sprache werden durch die katalanische Regierung und den aranesischen Rat (Conselh Generau de Aran) organisiert und finanziert. Diese parallel laufende Förderung der aranesischen und der katalanischen Sprache – auch normalizacion lingüistica (aranesisch) oder normalització lingüística (katalanisch) genannt – wurzelt in der gemeinsamen Unterdrückung beider Sprachen durch das Franco-Regime.
Mit dem neuen katalanischen Autonomiestatut aus dem Jahr 2006 wurde Aranesisch in den Rang einer Amtssprache auf dem gesamten Gebiet der Autonomen Gemeinschaft Katalonien erhoben.

## Charakteristika
Die für einen Außenstehenden zunächst sinnfälligsten Unterschiede des Aranesischen stellen die gegenüber den anderen Dialekten des Okzitanischen anders lautenden bestimmten Artikel und Personalpronomen dar:
Aranesisch: eth / era als bestimmter Artikel „der“ / „die“ (Plural: es), als Personalpronomen „er“ / „sie“ (Plural: eri / eres)
Okzitanisch: lo (Plural: los) / la (Plural: las) als bestimmter Artikel „der“ / „die“, als Personalpronomen „er“ / „sie“.

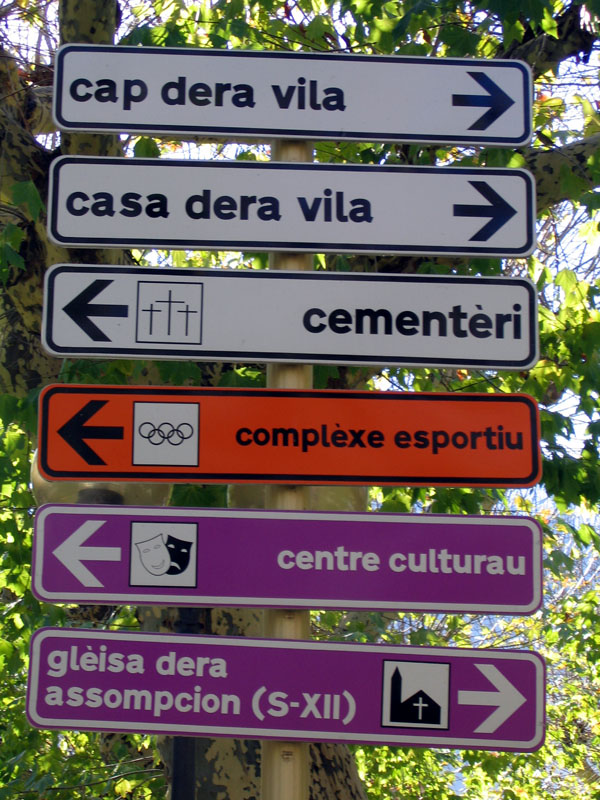
Hinweisschilder in der Gemeinde Bossòst in Aranesischer Sprache

In einem Vergleich mit vier anderen romanischen Sprachen (Französisch, Italienisch, Spanisch und Katalanisch) seien ausgehend von der lateinischen Sprache sieben wesentliche Lautentwicklungs-Tendenzen des aranesischen Vokabulars dargestellt (siehe auch die zugehörige Vokabeltabelle):
1. Anlautendes lateinisches „F“ wird zu „H“: ferrum (dt.: Eisen) → hèr; filius (dt.: Sohn) → hilh
2. Ein intervokalisches „N“ entfällt: farina (dt.: Mehl) → haria; una (dt.: eine, unbest. weibl. Artikel) → ua
3. Aus einem endenden Silben-„L“ wird ein semivokalisches „U“: sal (dt.: Salz) → sau
4. Das innenstehende und das endende lateinische „LL“ wird zum finalen „TH“: vitellus (dt.: Kalb) → vedèth; bellus (dt.: schön) → bèth
5. Ein zwischenvokalisches „LL“ wird zu einem „R“: bella (dt. schön) → bèra; gallina (dt.: Henne, Huhn) → garia
6. Einem anlautendem „R“ wird ein prothetisches „A“ vorangestellt und das „R“ wird zu „RR“ verdoppelt: rota (dt.: Rad) → arròda; radix (dt.: Wurzel) → arraïc
7. Für das „R“ erfolgt häufig eine Umstellung (Metathese): ventrum (dt.: Magen) → vrente; capra (dt.: Ziege) → craba

Entwicklungstendenzen des aranesischen Vokabulars gemäß den sieben Ableitungsregeln im Vergleich zu vier anderen romanischen Sprachen.
| Nr. | Latein    | Französisch | Italienisch | Spanisch | Katalanisch | Aranesisch | Okzitanisch | Portugiesisch | Deutsch       |
| --- | --------- | ----------- | ----------- | -------- | ----------- | ---------- | ----------- | ------------- | ------------- |
| 1a  | festa     | fête        | festa       | fiesta   | festa       | hèsta      | fèsta       | festa         | Fest          |
| 1b  | filius    | fils        | figlio      | hijo     | fill        | hilh       | filh        | filho         | Sohn          |
| 2   | luna      | lune        | luna        | luna     | lluna       | lua        | luna        | lua           | Mond          |
| 3   | mel       | miel        | miele       | miel     | mel         | mèu        | mèl, mèu    | mel [mɛʊ̯]*    | Honig         |
| 4   | castellum | château     | castello    | castillo | castell     | castèth    | castèlh     | castelo       | Burg, Schloss |
| 5   | illa      | elle        | ella/lei    | ella     | ella        | era        | ela         | ela           | sie           |
| 6   | ridere    | rire        | ridere      | reír     | riure       | arrir      | rir         | rir           | lachen        |
| 7   | capra     | chèvre      | capra       | cabra    | cabra       | craba      | cavra       | cabra         | Ziege         |

* Aussprache in Brasilien
Die genannten sieben Ableitungsregeln gelten in ähnlicher Weise auch für andere gascognische Dialekte.